# I gangsters del Texas
I gangsters del Texas (Texas Terror) è un film del 1935 diretto da Robert N. Bradbury.
È un film western statunitense con John Wayne, Lucile Browne e LeRoy Mason.

## Produzione
Il film, ideato e diretto da Robert N. Bradbury, fu prodotto da Paul Malvern per la Lone Star Productions e la Monogram Pictures e girato nel Jack Garner Ranch e nel Trem Carr Ranch in California.

## Distribuzione
Il film fu distribuito con il titolo Texas Terror negli Stati Uniti dal 1º febbraio 1935 al cinema dalla Monogram Pictures.
Alcune delle uscite internazionali sono state:
- nel Regno Unito il 17 ottobre 1935
- in Germania nel 2009 (Abenteuer in Texas, in DVD)
- in Brasile (Terror no Texas)
- in Italia (I gangsters del Texas)

## Remake
Nel 1938 ne è stato prodotto un remake, Guilty Trails.